# جلق دایره‌ای

تصویری ساده‌سازی شده از خودارضایی گروهی توسط مردان بزرگسال

جلق دایره‌ای (به انگلیسی: circlejerk) یک عمل جنسی است که در آن گروهی از مردان یا پسران کنار هم ایستاده و دایره‌ای تشکیل می‌دهند و به خودارضایی برای خود یا دیگری مشغول می‌شوند. در مفهوم استعاره، این اصطلاح برای اشاره به از خود متشکر بودن افرادی در یک گروه یا معمولاً برای اشاره به «جلسه‌ای خسته کننده» یا رویدادهای مشابه، استفاده می‌شود.
جلق دایره‌ای اغلب دارای یک عنصر رقابتی است و «برنده» آن است که قادر به انزال در دور اول یا آخر باشد که بسته به قوانین از پیش تعیین شده دارد. این شیوه می‌تواند به عنوان مقدمه‌ای برای رابطهٔ جنسی با مردان دیگر یا به‌عنوان راهی برای ارضای جنسی در سنین یا شرایطی که فعالیت منظم جنسی با شخص دیگری امکان‌پذیر نیست، باشند.
در حالی که جلق دایره‎‎‌ای دارای عنصر همجنسگرایانه است، برخی از تحلیلگران، فعالیت‌های گروهی پسران نوجوان مانند جلق دایره‌ای را تلاشی برای ایجاد سلطهٔ مردانه در گروه و حرکتی دگرجنس‌خواهانه تفسیر می‌کنند. با این حال، برنارد لفکوویتز، جامعه‌شناس آمریکایی بیان می‌دارد که آنچه در حقیقت چنین مشارکتی را سبب می‌شود، تمایل دوستان به مشاهده و تأیید قدرت جنسی‌شان است و به مقابله با احساس عدم کفایت جنسی نوجوانان کمک می‌کند.